# Kodoku
 (octobre 2024).
 (octobre 2024).
Kodoku (蠱毒, poison maudit), aussi appelé kodō (蠱道, méthode maudite), kojutsu (蠱術, technique maudite) ou fuko (巫蠱, sorcellerie maudite) est un type de poison magique que l'on trouve dans le folklore japonais. C'est un équivalent japonais du gu (en) des cultures du sud de la Chine.

## Description
La première mention de ce poison se trouve dans le livre des Sui :

« Le 5 mai, 100 espèces ont été collectées, les plus grandes étaient des serpents, les plus petites étaient des poux, Mettez-les dedans, laissez-les s'entredévorer, et gardez celle qui reste. Si c'est un serpent, c'est un serpent, si c'est un poux, c'est un poux. Fais ça et tue une personne. »

Pour créer ce poison, les sorciers mettaient plusieurs sortes d'insectes dans une jarre, et les laisser s'entretuer jusqu'à ce qu'il n'en reste plus qu'un. Le poison de l'insecte qui survivait était utilisé pour empoisonner quelqu'un avec une malédiction qui le contrôlerait, lui causant des malheurs, ou le tuait. L'insecte restant pouvait être utilisé comme "porte bonheur" pour celui qui pratiquait le rituel[réf. nécessaire]. En échange, le propriétaire est censé nourrir l'insecte. Négliger de le faire enragerait l'insecte et si le propriétaire ne le rembourse pas de manière équivalente en plaçant toutes ses richesses au bord d'une route, plus les intérêts en or et en argent, l'insecte dévorerait le propriétaire de la maison[réf. nécessaire]. Par conséquent, ce rituel pourrait également être utilisé comme une malédiction de mort en donnant les richesses à un individu ignorant. Le terme kodoku peut également être appliqué à l'esprit qui est l'incarnation de cette magie particulière (qui apparaît généralement sous la forme d'un ver ou d'un autre animal).

## Histoire
Il est aujourd'hui impossible de marquer le début de la légende du kodoku, mais des spécialistes des caractères chinois comme Shirakawa Shizuka (de), qui prône l'importance de la magie dans les temps anciens, ont trouvé des traces de poison dans l'écriture sur des os utilisés pour la divination datant de l'époque des dynasties Shang et Zhou (1570 av. J.-C. à 256 av. J.-C.). 
Au Japon, cette technique a été utilisée à l'époque de Nara et était l'apanage des sorciers jugonshi (ja) puis par les pratiquants de l'onmyōdō.
Le culte kōshin, apparu vers le VIIIe siècle et reprenant des éléments du taoïsme, aurait influencé l'onmyōdō et introduit le kodoku.

## Dans la fiction
- La technique joue un rôle important dans la série de romans à succès Teito Monogatari (en). Le protagoniste Yasunori Katō (en) est un maître du kodoku et l'utilise pour manipuler ses victimes. L'esprit est décrit comme un ver insectoïde (腹中虫, fukuchū-mushi?) vivant dans l'estomac de sa victime.
- Le terme kodoku spirituel est utilisé dans l'animé Ghost Hunt pour une technique de malédiction dans laquelle les esprits sont piégés comme le sont les insectes dans la pratique traditionnelle du kodoku. Un esprit dominant dévore les esprits plus faibles jusqu'à ce qu'il ait suffisamment de pouvoir pour tuer la cible de la malédiction. Le seul moyen d'arrêter la malédiction est de « nourrir » l'esprit en guise de compensation.
- Dans InuYasha le principal antagoniste Naraku créé un kodoku dans une montagne pour réunir et mélanger des centaines de yōkai pour lui former un nouveau corps[5].
- Kodoku Experiment est un manga de science fiction de Yukinobu Hoshino où un kodoku est créé sur une planete rempli de monstres féroces.
- Il est utilisé dans l'animé Fushigi Yûgi (épisode 18) comme une drogue pour changer la personnalité d'un des protagonistes majeurs, Tamahome.
- Le kagewani de l'anime du même nom est une créature de l'ombre qui a été créé avec un kodoku en utilisant plusieurs animaux au lieu d'insectes.
- Dans Ōsama Game: Kigen, un manga préquel de Ōsama Game, le coupable derrière un jeu meurtrier est par la suite révélé être un virus, créé par un kodoku par les ancêtres de Natsuko Honda.
- L'idée de kodoku est un motif central de l'intrigue du manga BIOHAZARD Heavenly Island, où il est utilisé par les principaux antagonistes pour développer un nouveau B.O.W.
- Dans le web manga Re:Monster, le kodoku est utilisé par le protagoniste principal comme méthode pour créer une armée plus puissante, en lançant de nombreuses créatures invoquées les unes contre les autres à l'intérieur d'un trou, et en les laissant évoluer d'elles-mêmes.
- Dans Mob Psycho 100, l'un des antagonistes mineurs, Matsuo, utilise le kodoku pour fusionner des esprits maléfiques et créer de puissants « animaux de compagnie ».
- Hunter x Hunter l'arc de succession est basé sur cette cérémonie.
- Le manga Ao No Haha est entièrement basé sur la magie kodoku, où il est utilisé pour fabriquer des médicaments plus puissants en utilisant un « pot » différent.
- Kotoribako et Ryoumen Sukuna (éléments du folklore japonais et Kowabana, histoires effrayantes japonaises généralement diffusées par des rumeurs et des forums) pourraient avoir été créés en utilisant une variante de la magie kodoku.
- Dans la séries de manga Yu-Gi-Oh, les objets du Millennium sont créés en sacrifiant un certain nombre de personnes « maléfiques » (empoisonnées), et sont clairement définis comme une malédiction, chacun d'entre eux pesant sur les utilisateurs au caractère bien trempé. De même, le puzzle du millénaire peut être considéré comme une sorte de Kotoribako (une boîte de puzzle difficile créée comme une malédiction contenant les restes, ici l'âme, d'un individu, jeune de surcroît).
- Dans la série de manga Dokumushi les personnages principaux sont forcés de participer à un kodoku impliquant des humains, la seule personne qui pourrait être libérée serait celle qui aurait survécu en assassinant et en commettant des actes de cannibalisme avec les autres participants.
- Dans le manga et la série animé Dark Gathering l'un des personnages principaux force les esprits capturés dans un kodoku afin de créer des esprits puissants.
- Dans le manga et la série animé Jujutsu Kaisen Sukuna prend un bain qui était traditionnellement un rituel utilisé pour protéger les objets de famille en les transformant en outils maudits. Il s'agissait de tremper les objets dans une solution d'énergie maudite obtenue en écrasant des créatures venimeuses par le processus connu sous le nom de kodoku. Uraume a pu reconstituer ce rituel en utilisant les esprits maudits de la fosse disciplinaire du clan Zenin. Uraume a gelé les noyaux des esprits maudits avant de les découper et de les filtrer. Sukuna utilise le bain pour se rapprocher du mal, ce qui a pour effet de soumettre l'âme de Megumi.
- En 2022, le groupe japonais de visual kei Kiryū a sorti un single sous ce nom.
- Dans le volume 10 de la série light novel : Reign of the Seven Spellblades, Tim Linton décrit son enfance en parlant de « l'urne à insectes » utilisée pour produire des poisons dans le lointain pays de « Chena », qu'il qualifie de « à mi-chemin d'une véritable malédiction ». La tradition magique du clan Linton consiste à recueillir les orphelins doués pour la magie, à les empoisonner et à nourrir de force les survivants avec ceux qui sont morts, en répétant le processus jusqu'à ce qu'il ne reste plus qu'un seul enfant mage fort et empoisonné, qu'ils élèvent comme leur héritier[6].
- Dans le manga et la série animé Kengan Ashura le dirigeant de l'association Kengan Metsudo Katahara trouve le seul survivant d'un kodoku qui a été organisé entre humain en la personne d'Agito Kanoh qu'il va receuillir et prendre sous son aile afin de le libérer de ce traumatisme et en faire le 5e Croc de Metsudo